# Генакер
Генакер (от сливането на термините на английски: genoa (sail) и на английски: spinnaker) – (понякога наричан асиметричен спинакер, по-рядко и блистер) в повечето случаи може да служи като алтернатива на спинакерa. Kосо ветроходно ветрило. По площ генакерът е по-голям от генуата, но е по-малък от спинакера. Генакер е ветрило с висок шкотов ъгъл, неговият халсов ъгъл се закрепва към палубата на носа на яхтата или бушприта. Такова ветрило добре работи в широк диапазон курсове – от халфвинд до фордевинд.
На халфвинд генакерът се поставя също като генуата. На попътни курсове той може да се подведе по вятъра с помощта на спинакер-гика. Ако спинакер-гикът е вече поставен, то може да се прикрепи халсовият ъгъл на генакера към браса, шкотовият – към шкота, да се качи брасът на гика и да се управлява с ветрилото като спинакер.

## Управление на генакера

### Постановка
- Легнете до курс фордевинд;
- Изкарайте в работно положение бушприта (ако го има);
- Закрепете чохъла с ветрилото към релинга на носа на лодката;
- Закрепете фаловия ъгъл на ветрилото за фала;
- Закрепете халсовия ъгъл на ветрилото към обковката на форщевена с лин или халс-обтяжка към бушприта;
- Закрепете шкотите и се уверете, че техните линии са прекарани правилно.
- Бързо вдигнете ветрилото с фала. Шкотите при това следва да се подредени.
- Подвеждайте и едновременно с това обирайте шкотите, докато генакерът не се напълни.

### Управление
Поворот през фордевинд под генакер
- Завийте до фордевинд;
- Разставете подветрения шкот така, че ветрилото свободно да виси пред форщага;
- Пренесете ветрилото на другия борд около форщага, обирайки наветрения шкот. При необходимост помогнете на ветрилото с ръце от бака.
- Подвеждайте до бакщаг и обирайте „новия“ подветрен шкот, докато генакера не се напълни.

В халфвинд дръжте халсовия ъгъл на генакера по-близо до палубата. На пълни курсове настройвайте ветрилото, както се настройва спинакер, отпуснете халс-обтяжката и фала, за да може генакерът да отиде по-далеч от грота.

### Сваляне
Сваляне на генакера (спинакер-гикът не се използва)
- Поставете яхтата на курс бакщаг или фордевинд.
- Отпуснете подветрения шкот, за да се обезветри ветрилото до „трепкащо знаме“.
- Разкачете халсовия ъгъл (разкачете халс-обтяжката).
- Придържайки фала, съберете ветрилото във ветровата сянка на грота или изтеглете за шкотовия ъгъл в люк. Отпускайте фала със скоростта, с каято събирате ветрилото. Следете генакерът да не падне във водата. Преди сгъването на ветрилото в чохъла го препипайте по шкаторините, за да се избегне увиване и за подготовка за следващото вдигане.